# Marder
Marder je osnovno pehotno bojno vozilo nemškega Bundeswehra, ki je v uporabi od leta 1971. SPz Marder tako predstavlja osnovno orožje Panzergrenadierjev.

## Zgodovina
Januarja 1960 je Bundeswehr izdal naročilo za novo pehotno bojno vozilo, ki naj bi zamenjal zastarele Schützenpanzer Lang HS.30. Novo vozilo naj bi imelo transportni prostor za 12 vojakov, bilo opremljeno s 20 mm topom in RKB zaščito ter vojaki bi se lahko borili tako znotraj kot izven vozila.
Na razpis sta se prijavili dve industrijski skupini: skupina Rheinstahl (Rheinstahl-Hanomag, Ruhrstahl, Witten-Annen in Büro Warnecke) in skupina Henschel Werke-MOWAG. Obe skupini sta razvili vsaka prvih 7 prototipov. Med letoma 1961 in 1963 so zgradili drugo serijo 8 prototipov. Leta 1967 je Bundeswehr izdal poročilo in zahteval določene izboljšave.
Tako so zgradili tretjo serijo 10 prototipov, le da so zadnjo serijo zaupali le skupini Rheinstahl. Med oktobrom 1968 in marcem 1969 je Bundesheer izvedel natančne preizkuse vozila. Maja 1969 je bilo novo vozilo uradno poimenovano kot Marder 1 in skupina Rheinstahl je bila izbrana za primarnega proizvajalca.
7. maja 1971 je Bundesheer prejel prvi serijsko izdelani Marder. To je bilo tudi prvo mehanizirano pehotno bojno vozilo, ki je bilo v redni uporabi članice NATA. Prva proizvodnja je potekala nepretrgano do leta 1975; izdelanih je bilo 2.136 vozil. Tega leta so spremenili zasnovo vozila, tako da so dodali še enojen lanser protioklepnih izstrelkov MILAN. Do leta 1979 so vse že izdelana vozila opremili z MILANi, ki so postali tudi standardni serijski dodatek.
Leta 1988 je prišla na dan nova izboljšana serija A3; nadgradnja obstoječih 2.100 vozil je bila zaupana Thyssen Henschelu s hitrostjo 220 vozil na leto. Prva izboljšana vozila so bila predana v operativno uporabo 17. novembra 1989.

## Zasnova
Osnovna oborožitev je 20 mm Rheinmetall MK 20 Rh202 verižni top, ki je nameščen v dveh manjših kupolah. Strelec lahko izbira med oklepnoprebojnimi in visokoeksplozivnimi naboji. Posebnost topa je dvojno upravljanje; tako lahko z njim upravljata tako strelec kot poveljnik. V primeru, če slednji predvzame kontrolo, se strelčeve kontrole samodejno zaklenejo in ne odzivajo na ukaze. Prazne tulce se avtomatično izmeče izven kupole. Sekundarno orožje je sovprežni mitraljez 7,62 mm MG3. Različice do vključno s Marder 1A1 so imele še drugi mitraljez MG3, ki pa je bil nameščen na zadku vozila in je bil popolnoma daljinsko upravljan; namenjen je bil ognjeni podpori pehotnemu oddelku, ko je le-ta zapuščal vozilo. Vse različice od Marder 1A2 so opremljene z enojnim lanserjem protioklepnih izstrelkov MILAN, ki je pritrjen na kupolo.
Različici Marder 1A1 in 1A2 sta opremljeni še s 4 strelnimi linami (dve na vsakem boku), ki sta namenjeni pehotnemu oddelku za dodatno ognjeno podporo. Novejše različice teh lin nimajo zaradi dodatnega oklepa in zunanjih skladiščnih škatel. Vozilo je opremljeno še s 6 proizvajalci dima, ki lahko ustvarijo vizualni ali infrardeči zaporni dim.
Vozilo upravlja posadka treh vojakov. Poveljnik (desno) in strelec (levo) sta nameščena vsak v svojem delu nadstrukture, pri čemer ima vsak svojo strešno loputo. Strelec opravlja tako z mitraljezom in topov. V starih različicah je poveljnik upravljal z zadnjim daljinsko vodenim mitraljezom, zdaj pa upravlja MILAN. Voznik se nahaja na levi strani, nekako na polovici trupa med začetkom in kupolo. Ima lastno loputo. 6 vojakov pehotnega oddelka ima na voljo dve prelomni klopi, tako da sedijo s hrbtom obrnjeni proti sredini vozila. Za dodatno ognjeno podporo so sprva imeli 4 strelne line, toda v novejših različicah jih ni več, tako da za to odprejo zadnje strešne lopute.

## Različice
Marder 1
Osnovna različica je leta 1971 vstopila v serijsko proizvodnjo.
Marder 1 + MILAN
Vse predhodne različice in nova serijsko izdelana vozila so dobila lanser protioklepnih izstrelkov MILAN. Postopek je potekal med letoma 1977 in 1979.
Marder 1 A1(+)
Marder 1 A1(+) je bila različica, ki je bila uvedena leta 1977. Verižni top je dobil možnost dvostranskega polnjenja (izbor vrste streliva), dodali so nočnoglede in zmanjšali transportni del na 5 vojakov. Ta različica je bila v proizvodnji do leta 1982; izdelanih je bilo 674 teh vozil.
Marder 1 A1(-)
Marder 1 A1(-) je bil identičen Marder 1 A1(+), le da nima termičnega opazovalca. Med letoma 1979 in 1982 je bilo 350 vozil nadgrajenih v to različico.
Marder 1 A1A
Marder 1 A1A je identičen Marder 1A1, le da je brez pasivnih nočnogledov. 1.112 vozil je bilo nadgrajenih v to različico.
Marder 1 A1A2
Marder 1 A1A2 je spremenjen Marder 1, ki ima kupolo Marderja 1 A1 in šasijo Marderja 1 A2.
Marder 1 A1A3
Marder 1 A1A3 je Marder 1 A1 s kriptografskimi radiji SEM 80/90.
Marder 1 A1A4
Marder 1 A1A3 je Marder 1 A1A s kriptografskimi radiji SEM 80/90.
Marder 1 A1A5
Marder 1 A1A5 je Marder 1 A1A2 s kriptografskimi radiji SEM 80/90.
Marder 1 A2
Marder 1 A2 je bila izboljšana različica Marder 1 in tako so bili med letoma 1984 in 1991 vsi Marderji 1 nadgrajeni v to različico. Izboljšali so podvozje, rezervoarje za gorivo, hladlni sistem in vodnoreaktivni čistilni sistem. Vgradili so nov vidnostni sistem in termalne opazovalne naprave; odstranili so infrardeče iskalne luči (zadnje niso naredili za 647 Marderje A1(+), ki so jih že imeli).
Marder 1 A2A1
Marder 1 A2A1 je Marder 1 A2 s kriptografskimi radiji SEM 80/90.
Marder 1 A3
Marder 1 A3 je izboljšana različica Marderja 1 A2, ki je bila v proizvodnji med letoma 1988 in 1998. Danes je to najbolj razširjena različica. Izboljšali so oklep (dodanih 1.600 kg), ki je sposoben zaustaviti granate 30 mm in kasetne bombe. Premestili so lopute nad transportnim delom. Podvozje je bilo zaradi nove teže okrepljeno in prav tako so vstavili nov zavorni sistem. Zamenjali so stari zračni hladilni sistem z vodnohlajenim. Spremenili so tudi obliko kupole. Vse spremembe so povzročile povečanje skupne teže na 35 ton.
Marder 1 A4
Marder 1 A4 je Marder 1 A3 s kriptografskimi radiji SEM 80/90.
Marder 1 A5
Marder 1 A5 je izboljšana različica Marderja 1 A3, ki je opremljena z napredno protiminsko zaščito.